# Parlamentswahl in Burundi 2010
Die Parlamentswahl in Burundi 2010 zur Wahl der Mitglieder der Nationalversammlung von Burundi fand am 23. Juli 2010 im zentralafrikanischen Burundi statt. Aufgrund der offensichtlichen Wahlfälschungen bei den Kommunalwahlen im selben Jahr boykottierten die wichtigsten Oppositionsparteien diese Wahlen ebenso wie die unmittelbar vorausgegangene Präsidentschaftswahl.

## Ergebnis
- NCDD FDD: 81
- UPRONA: 17
- Sonst.: 5
- "Twa" (reserviert): 3

Die regierende Partei National Council for the Defense of Democracy – Forces for the Defense of Democracy (NCDD–FDD) des bisherigen Präsidenten Pierre Nkurunziza erreichte unter diesen Umständen 81 der 106 zu vergebenden Sitze der Nationalversammlung, die Partei Union für den nationalen Fortschritt (UPRONA) 17 Sitze. Eine kleinere Partei erlangte noch 5 Sitze, während drei Sitze für die ethnische Minderheit der Twa reserviert waren. Nach offiziellen Angaben haben 67 % der Wahlberechtigten sich an den Wahlen beteiligt.